# Rabaçal (Fluss)
Der Rabaçal (portugiesisch Rio Rabaçal, spanisch Río Rabazal) ist der rechte (westliche) Quellfluss des Tua im Norden Portugals. Er entspringt in Spanien und fließt nach Überqueren der Grenze zunächst durch den Distrikt Bragança in Portugal. Ab der Mündung des Mente bildet der Rabaçal die Grenze zwischen den Distrikten Bragança und Vila Real. Er vereinigt sich ungefähr drei Kilometer oberhalb der Kleinstadt Mirandela mit dem Tuela zum Tua.

## Kraftwerke und Stauseen
Flussabwärts gesehen wird der Rabaçal durch die folgenden Wasserkraftwerke aufgestaut:
| Kraftwerk      | Betreiber                             | Max. Leistung (MW) | Stausee        | Oberfläche (km²) | Volumen (km³) |
| -------------- | ------------------------------------- | ------------------ | -------------- | ---------------- | ------------- |
| Rebordelo      | Hidroeléctrica do Rabaçal Ponte, Lda. | 8,75               | Rebordelo      | 0,46             | 3,13          |
| Bouçoais-Sonim | Hidroeléctrica de Pinhel Lda.         | 10                 | Bouçoais-Sonim | 0,0153           | 1,365         |